# Patrik Carlgren
Patrik Carlgren (* 8. ledna 1992, Falun, Švédsko) je švédský fotbalový brankář a mládežnický reprezentant, který v současné době hraje v klubu AIK Stockholm.

## Klubová kariéra
Carlgren začínal s fotbalem v klubu Samuelsdals IF. V letech 2010–2011 hrál za Falu FK, v letech 2012–2013 za IK Brage. V roce 2013 přestoupil do AIK Stockholm.

## Reprezentační kariéra
Trenér Håkan Ericson jej nominoval na Mistrovství Evropy hráčů do 21 let 2015 konané v Praze, Olomouci a Uherském Hradišti, kde získal se švédským týmem zlaté medaile.